# Observatório Astronômico de Upsália
O Observatório Astronômico de Upsália (em sueco Astronomiska observatoriet i Uppsala) é um observatório astronômico na Suécia. Ele foi fundado em 1741, embora tenha existido uma cadeira de professor de astronomia na Universidade de Upsália datando de 1593 e os arquivos da universidade possuam leituras de astronomia datadas da década de 1480.
No século XVIII, Anders Celsius realizou lá suas pesquisas e construiu o observatório propriamente dito, em 1741. Celsius agiu no sentido de fazer a universidade comprar uma grande casa de pedra de origem medieval no centro de Upsália, onde ele construiu o observatório no andar mais alto. Celsius trabalhava e morava na casa. Este observatório permaneceu em uso até o novo observatório, hoje conhecido como "observatório antigo", ser construído em 1853. A casa de Celsius ainda permanece como uma das poucas construções antigas numa moderna rua de comércio, mas o observatório foi demolido em 1857.
No século XIX, Anders Ångström foi o responsável pelo observatório e conduziu lá seus experimentos em astronomia, física e óptica. Seu filho, Knut Ångström, também conduziu pesquisas sobre a radiação solar no observatório.
Em 2000 o observatório integrou-se com o Instituto de Física Espacial para formar o Departamento de Astronomia e Física Espacial e se mudar para o laboratório de Ångström. Em adição às instalações de Upsália, o observatório mantém o Observatório de Kvistaberg na Suécia e a Estação Sul de Upsália no Observatório de Mount Stromlo e no Observatório de Siding Spring, ambos na Austrália.
As pesquisas no observatório através dos anos incluem pesquisas de estatísticas estelares, estrutura galáctica, galáxias externas, atmosferas estelares e sistema solar.